# Sveta Marija (općina)
Sveta Marija (mađarski: Muraszentmária) općina je u Hrvatskoj. Smještena je u Međimurskoj županiji.

## Općinska naselja
U sastavu općine dva su naselja (stanje 2006.): Donji Mihaljevec i Sveta Marija.

## Stanovništvo
| broj stanovnika | 2950  | 2978  | 2755  | 3066  | 3091  | 3709  | 3683  | 3426  | 3738  | 3458  | 3185  | 3052  | 2794  | 2601  | 2433  | 2317  | 1990  |
|                 | 1857. | 1869. | 1880. | 1890. | 1900. | 1910. | 1921. | 1931. | 1948. | 1953. | 1961. | 1971. | 1981. | 1991. | 2001. | 2011. | 2021. |

| broj stanovnika | 1836  | 1838  | 1731  | 1968  | 1976  | 2335  | 2290  | 2114  | 2388  | 2300  | 2131  | 2084  | 1953  | 1835  | 1690  | 1594  | 1374  |
|                 | 1857. | 1869. | 1880. | 1890. | 1900. | 1910. | 1921. | 1931. | 1948. | 1953. | 1961. | 1971. | 1981. | 1991. | 2001. | 2011. | 2021. |

## Zemljopis
Općina Sveta Marija smještena je u istočnom, nizinskom dijelu Međimurske županije.

## Stanovništvo
Prema popisu stanovništva iz 2001. godine, u općini Sveta Marija živi 2433 stanovnika, raspoređenih u 2 naselja:
Sveta Marija – 1690 stanovnika,
Donji Mihaljevec – 743 stanovnika
U oba naselja ima oko 900 domaćinstava. 
Broj stanovnika Općine čini 2,05 % ukupnog stanovništva Međimurske županije.
Od ukupnog broja, radno sposobnih je 1449, a zaposlenih 1202, iz čega proizlazi da je nezaposleno 17 % radno sposobnog stanovništva.

## Uprava
Godišnje glasilo općine Svete Marije je Svetomarski ljistek.

## Povijest
Međimurje se prvi put u pismenom dokumentu spominje tek u trinaestom stoljeću, u povelji pisanoj u Zagrebu 1226. godine (čuva se u arhivu zagrebačkog Kaptola). U njoj se spominje posjed Bistrec na kojem je između 1334. i 1501. godine (od kada datiraju dvije najstarije kanonske vizitacije međimurskih župa) osnovana župa sv. Vida. Pod patronatom župe sv. Vida bila su sela Sveta Marija, Donja Dubrava i Donji Mihaljevec te utvrde Kotoriba i Legrad.
Godine 1350. Međimurje darovnicom dolazi u vlasništvo nekadašnjih erdeljskih vojvoda Lackovića i postaje jedinstveni feudalnim posjedom. Gospodar Međimurja je stanovao u palači čakovečke tvrđave i u upravnom se smislu Međimurje od tada naziva Čakovečko vlastelinstvo. Međimursko plemstvo je bilo sitno plemstvo (plemići armalisti), ovisni o čakovečkoj vlasteli.
U mađarskom popisu stanovništva iz 1467. godine Sveta Marija se spominje pod imenom Alltarcen. Dr. Laszlo Hadrovicz u svom djelu "Murakoz helynevei" izvodi porijeklo imena naselja od kajkavske riječi za oltar – altar.
Mjesto se 1478. godine spominje i kao Družilovec (isto kao i u kanonskoj vizitaciji 1716. godine).
Prema pričanjima mještana, radi se o dva naselja koja su se spojila u jedno – Svetu Mariju. U doba Zrinskih, 1638. godine navodi se uz ime Altarec i ime Szent Maria.
Zrinski su Međimurjem upravljali od 1546. do 1691. godine. Juraj IV., sin Nikole Šubića Zrinskog, otvoreno je priznavao da je protestant. Dao je s Čakovečkog vlastelinstva protjerati sve katoličke svećenike, a protisti su oštećivali katoličke crkve. Josip Bedeković u svom djelu "Natale solum magni ecclesiae doctoris sancti Hieronymi Stridonis occultatum" kaže da u selu Sveta Marija kod Vidovca stoji vrlo stara crkva podignuta u čast Blažene Djevice Marije. U njoj se nalazio kip Blažene Djevice Marije koji je nadaleko bio poznat kao čudotvoran, a kojeg su protisti obeščastili. Po svim većim mjestima bili su namješteni protestantski propovjednici.
Sveta Marija postoji od 1997. godine, nakon što se odvojila od Općine Kotoriba.

## Poznate osobe
Dr. Franjo Kanižaj, liječnik rođen 12. listopada 1921.god. u Svetoj Mariji. Studirao je u Budimpešti i na Medicinskom fakultetu u Zagrebu, gdje je 31. ožujka 1954.god. promoviran u doktora medicine (liječnika). Dr. Franjo Kanižaj bio je legendarni liječnik, filmske biografije, na rubu genijalnosti, boem, humanist, koji je zadužio medicinu i rodni kraj kao i mjesta službe: Čakovec, Ribnik, Bosiljevo i mjesto Kunići Ribnički. Burni život okončao je na tragičan način 22. svibnja 1972. god. u mjestu Kunići Ribnički, gdje mu je i grob na mjesnom groblju iznad rijeke Kupe.

## Spomenici i znamenitosti
U Svetoj Mariji još od davnina mještani su se utjecali Bogorodici. Poznato je da je srednjovjekovna kapela bila posvećena Blaženoj Djevici Mariji. Današnja je crkva, posvećena Uznesenju Blažene Djevice Marije, kasnobarokna, sagrađena oko 1782. godine. Građena je kao područna kapela župne crkve Svetog Vida u Donjem Vidovcu, od koje se odvojila 1789. godine. Nalazi se na zapadnoj periferiji mjesta. Uz nju je uređen mali park s klupama za odmor vjernika i hodočasnika.
Crkva je longitudinalna, pravilno orijentirana tako da je ulazno pročelje na istok, a apsida na zapadu. Jednobrodna je građevina s polukružnom apsidom, neznatno užom od lađe. U sredini pročelja nalazi se zvonik kvadratnog tlocrta. Uz južnu stranu svetišta prigrađen je dvoetažni aneks pravokutnog tlocrta: u prizemlju je to sakristija, a na katu oratorij. Glavni ulaz u crkvu je kroz zvonik, a postoji i bočni ulaz, smješten na južnom zidu broda. Lađa je podijeljena u tri traveja. Svetište čini četvrti travej, nešto uži od onih u lađi, te polukružna apsida. Traveji su odijeljeni zidnim ojačanjima i susvodnicima i svođeni baldahinskim svodovima. Ojačanja zida naglašena su na čeonoj strani udvojenim pilastrima čiji su kapiteli složeni, slični kompozitnima. Kapiteli su izvedeni u štuku, oblikuju ih florealni i antropomorfni motivi. Žtukature koje pokazuju figuralne motive nisu česte u hrvatskim crkvama pa su ovi kapiteli tim značajniji. Svetište je podignuto od razine lađe za dvije niske stepenice. Dok su u lađi odsječci greda samo iznad pilastara, u svetištu ono kontinuira duž čitavog traveja. Na gredu, između prvog traveja i apside, postavljen je pojedan anđeo izveden u štuku. Tu se greda prekida i ne nastavlja se na zidu apside. Crkva je osvijetljena velikim segmentno završenim prozorima. Oratorij je bio župna biblioteka, u njemu se danas čuvaju vrijedne knjige. na podu je sačuvan mozaik, geometrijskih oblika, koji tvore crni, bijeli i crveni komadići kamena. U prvom traveju lađe dva masivna toskantna stupa nose kor koji se žiri u prostor lađe. Glavni oltar, koji svojom visinom ispunjava čitavo svetište, nosi posvetu Uznesenja Bogorodice. U središtu se nalazi polikromni reljef Uznesenja Bogorodice, a flankiran je s po dvije kolos-statue (sv. Ambrozije, sv. Josip, sv. Ivan Krstitelj, sv. Dominik). Izgrađen je za svetište dominikanskog samostana u Ptuju. Nakon što je samostan ukinut, oko 1786. godine oltar je dopremljen u Svetu Mariju. U crkvi se nalazi još pet oltara. Četiri bočna (posvećeni Srcu Isusovu, Srcu Marijinom, sv. Jeronimu i sv. Barbari) postavljeni su uz zid ispod prozora. Manji drveni oltar Muke Kristove postavljen je ispod kora, u prvom traveju. Od kamenog inventara važno je spomenuti dvije škropionice koje se nalaze ispod kora, ispred stupova. Na jednoj on njih urezana je 1837. godina. U svetištu, uz sjeverni zid crkve, nalazi se krstionica. Na koru su pseudogotičke velike orgulje, potječu iz 1869. godine. Godine 1910. talijanski majstori oslikali su crkvenu unutrašnjost u duhu baroka. Glavni majstor bio je slikar Ivan Bierti iz Udina.
Pročelje crkve su crvenkaste boje, tzv. "terra di siena", s bijelo obojenom arhitektonskom plastikom. Bijelim trakama obrubljeni su prozori i niše, portali te etaže zvonika. Vrh sokla profiliran je bijelom trakom. Sjeverno i južno pročelje artikulirana su ritmičkom izmjenom izduženih polukružno završenih prozora, po tri sa svake strane, te jonskim pilastara. Streha je oblikovana kao bijeli profinjeni vijenac. Profilacija vijenca jednaka je na lađi, sakristiji i apsidi, a nastavlja se i na istočnom pročelju i na zvoniku. Ulazno pročelje je pravokutno i završava zabatom. U sredini pročelja nalazi se zvonik podijeljen u tri etaže. Na pročelnoj strani zvonika jednostavan je portal iznad kojeg je pravokutna niša s kipom sv. Ivana Nepomuka. U drugoj etaži nalazi se niša u obliku kartuše u kojoj je smješten kip Bogorodice.
Crkva u Svetoj Mariji, koja spada među nekoliko najznačajnijih baroknih crkvi Međimurja, predstavlja središnji akcent ovog ravničarskog mjesta.
Iz diplomskog rada: Župna crkva Uznesenja Blažene Djevice Marije u Svetoj Mariji, Andreje Gloc.

## Obrazovanje
U mjestu je smještena osnovna škola Sveta Marija s područnom školom u Donjem Mihaljevcu. Uz školu postoji vrtić Kockavica.

## Kultura
- KUD Ivan Mustač – Kantor (kulturno umjetničko društvo)

## Udruge
Udruga umirovljenika Međimurske županije
- Svetomarska čipka je zaštićeno kulturno dobro.[6][5]

## Društva
- KUD Ivan Mustač – Kantor (kulturno umjetničko društvo)[7]
- DVD Sveta Marija (dobrovoljno vatrogasno društvo)
- DVD Donji Mihaljevec (dobrovoljno vatrogasno društvo)
- Društvo žena Amalija Kranjec, Sveta Marija
- Društvo žena Donji Mihaljevec

## Šport
- NK Mladost Sveta Marija (nogometni klub)[8]
- NK Drava Donji Mihaljevec (nogometni klub)
- ŠRD Klen Sveta Marija (sportsko ribolovno društvo)[9]
- ŠRD Drava Donji Mihaljevec (sportsko ribolovno društvo)
- Tenis klub Sveta Marija
- Lovačko društvo "Patka" Donji Vidovec – Sveta Marija
- Stolnoteniski klub Sveta Marija
- Šahovski klub Sveta Marija i Donji Mihaljevec